# Snigelkott
Snigelkott (Aeolidia papillosa) är en snäckart som först beskrevs av Carl von Linné 1761.  Aeolidia papillosa ingår i släktet Aeolidia och familjen snigelkottar. Arten är reproducerande i Sverige. Inga underarter finns listade i Catalogue of Life.

## Bildgalleri

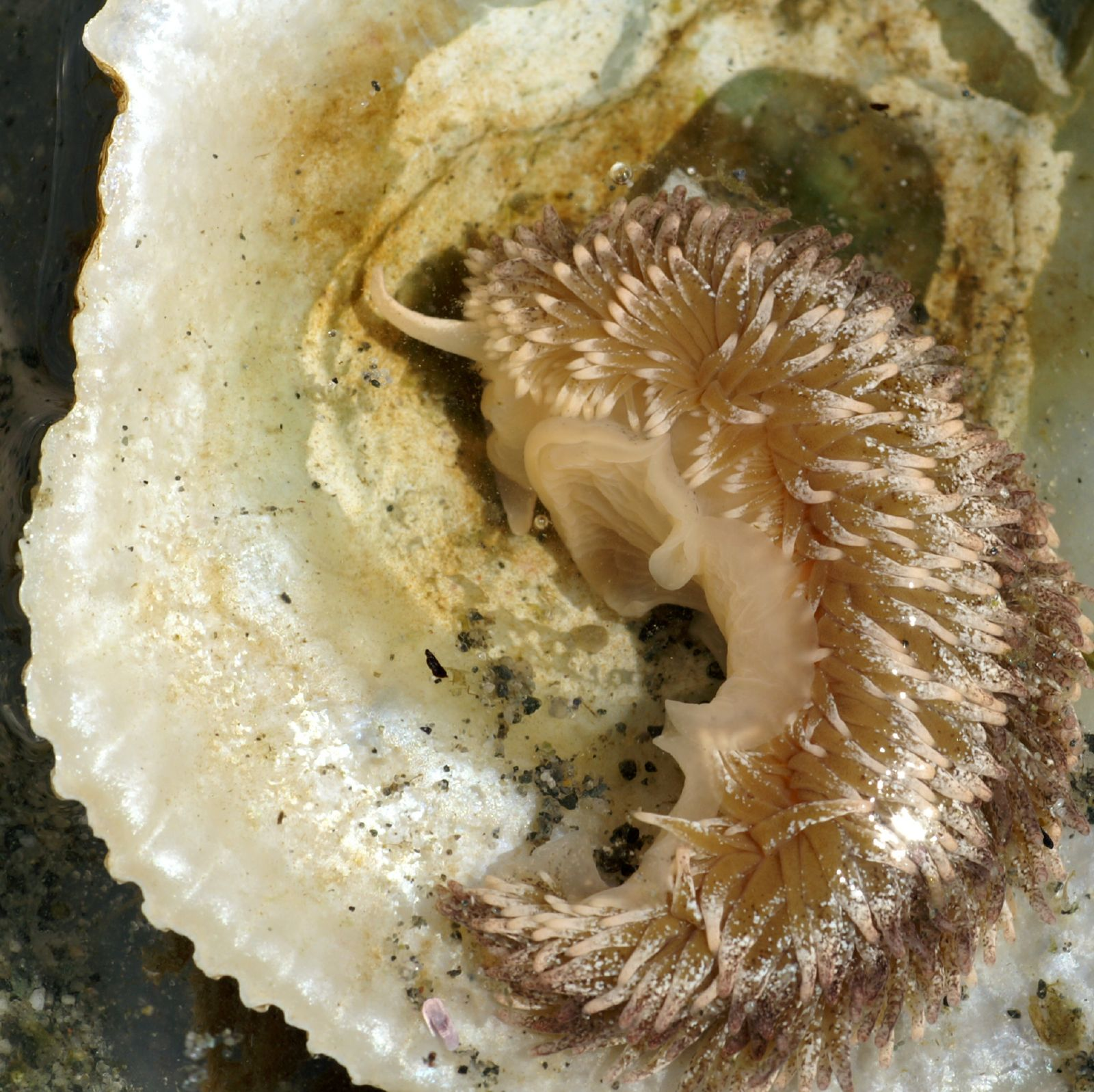
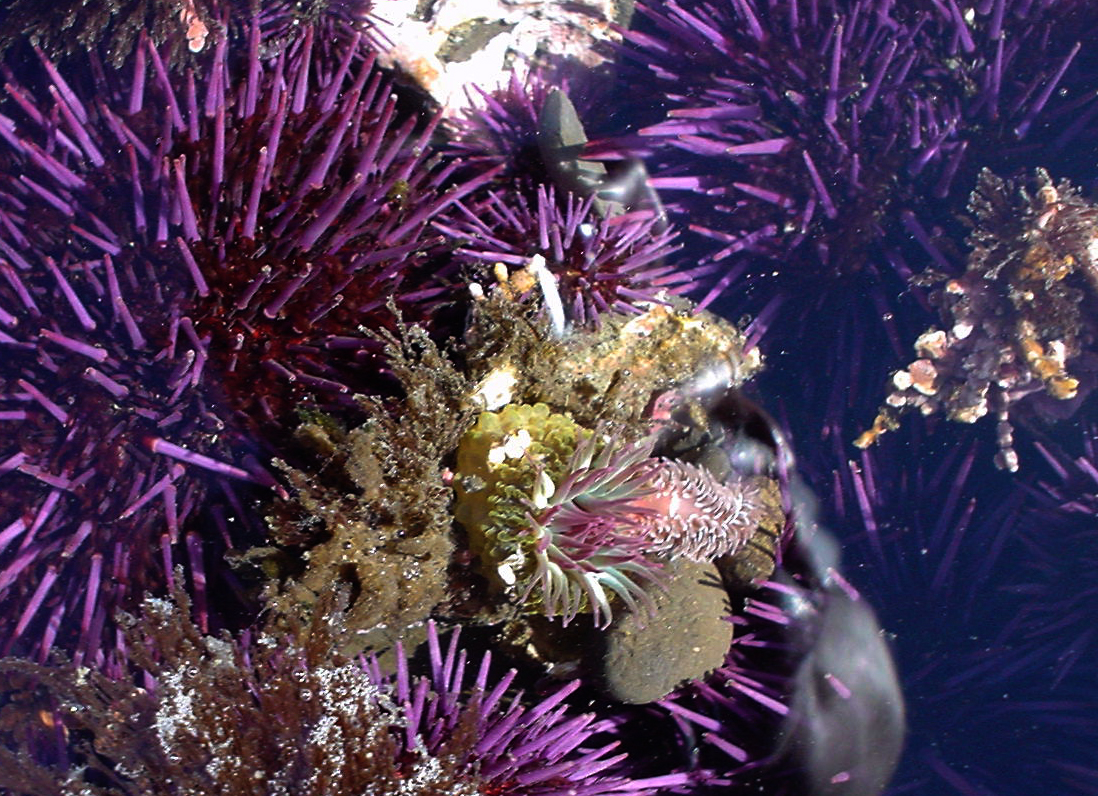